# むぎわらしんたろう
むぎわら しんたろう（1968年7月12日 - ）は、東京都出身の漫画家。本名・旧ペンネーム、萩原 伸一（はぎわら しんいち）。1987年、拓殖大学紅陵高等学校卒業。

## 人物・経歴
専門学校在学中の1987年、『秋風の贈り物』が「第14回小学館新人コミック大賞児童部門藤子不二雄賞」佳作に入賞。1988年、専門学校を退学し、藤子プロへ入社。その後、1993年より藤子・F・不二雄のチーフアシスタントを務める。『大長編ドラえもん』「のび太のねじ巻き都市冒険記」の連載第3回の執筆中に亡くなった藤子・F・不二雄の遺志を継ぎ、同作の連載を第6回まで執筆して完成させる。以後も「のび太の太陽王伝説」まで『大長編ドラえもん』を執筆した。
2000年に独立し、『月刊コロコロコミック』にて『ドラベース ドラえもん超野球外伝』シリーズを連載。2011年の『のび太と奇跡の島 〜アニマル アドベンチャー〜』より再びドラえもんの長編漫画を手がける。様々な場面で『ドラえもん』に深く携わっている人物である。

## 作品リスト
特筆以外は全てむぎわらしんたろう名義

### ドラえもん関連

#### 連載中
| 公開年月      | 回数 | 作品名                              | 登場ひみつ道具                                            |
| ------------- | ---- | ----------------------------------- | --------------------------------------------------------- |
| 2014年 4月6日 | 1    | リニア新幹線、どんな乗り物?         | ★リニアモーターカーオイル                                 |
| 5月4日        | 2    | 東京で五輪が再び開かれるね          | ★なんでも金メダル                                         |
| 6月1日        | 3    | いよいよ!サッカーW杯だね            | ★W（ワールド）カップラーメン                              |
| 7月6日        | 4    | 歌舞伎って独特のお芝居だね          | ★くまどりマーカー                                         |
| 8月3日        | 5    | 宇宙飛行、日本人も活躍してるね      | どこでもドア 宇宙カプセル                                 |
| 9月7日        | 6    | 宝塚歌劇が100周年なんだね           | ★バタバタバード                                           |
| 10月5日       | 7    | コメの品種、どう違うのかな          | しゅみの日曜農業セット                                    |
| 11月2日       | 8    | アフリカ大陸、どんなところ?         | ゆめグラス どこでもドア                                   |
| 12月7日       | 9    | 国会議事堂って何するところ?         | ★国会議事ドーム                                           |
| 2015年 1月4日 | 10   | いろんなお金があるんだね            | 自動買い取り機                                            |
| 2月1日        | 11   | あかりって進化してきたんだね        |                                                           |
| 3月1日        | 12   | 北海道は酪農が盛んだね              | ★マジックカニハンド                                       |
| 4月5日        | 13   | 世界遺産ってなんだろう              | ★世界遺産カメラ                                           |
| 5月3日        | 14   | テニス人気、盛り上がってるね        | グレートアップ液                                          |
| 6月7日        | 15   | 鉄はいちばん身近な金属だね          | ★アイアンドリンク                                         |
| 7月5日        | 16   | ダイヤって特別な宝石だね            | ★モグロー                                                 |
| 8月2日        | 17   | 動物園って進歩しているんだね        | スモールライト                                            |
| 9月6日        | 18   | プロ野球、どこが優勝するかな        | ★野球がうまくなるヘルメット                               |
| 10月4日       | 19   | 手紙はどうやって届くのかな          | 宇宙救命ボート                                            |
| 11月1日       | 20   | 近くの遺跡、たずねてみよう          | タイムマシン ほんやくコンニャク お天気ボックス            |
| 12月6日       | 21   | 「道の駅」ってどんなところ?         | ★ニャンコセット                                           |
| 2016年 1月3日 | 22   | 京都のお正月、どう過ごすの?         | ★日本の旅すごろく                                         |
| 2月7日        | 23   | 深海魚って不思議な姿だね            |                                                           |
| 3月6日        | 24   | 国連って何をするところなの?         | ★国連バッジ                                               |
| 4月3日        | 25   | 台所、ガスや水道なかったの?         | ★リフォームユニフォーム                                   |
| 5月1日        | 26   | ミドリムシで飛行機が飛ぶ?           | どこでもドア ★燃料ミキサー                                |
| 6月5日        | 27   | 時計、１万年超す歴史があるよ        | 遠くの人おこし用めざまし スケジュールどけい ★びっくり時計 |
| 7月3日        | 28   | クラシック音楽、身近で新鮮だよ      |                                                           |
| 8月7日        | 29   | ロボットが生活を変えていくね        |                                                           |
| 9月4日        | 30   | 地球に優しい船があるんだね          | ドンブラ粉 スモールライト                                 |
| 10月2日       | 31   | ミュージアム、いろいろあるね        |                                                           |
| 11月6日       | 32   | キノコは不思議な生き物なんだ        | ★キノコぼうし                                             |
| 12月4日       | 33   | 阿修羅像って6本腕なんだね           | ★本物スプレー                                             |
| 2017年 1月8日 | 34   | アメリカの大統領が代わるね          | ガッチリグローブ                                          |
| 2月5日        | 35   | 漢方薬、使うことが増えてるね        | ★チータードリンク                                         |
| 3月5日        | 36   | 忍者ってどんな人たちなの?           | ★忍者ごっこ巻物                                           |
| 4月2日        | 37   | 太平洋、たくさん島があるね          | ★箱庭無人島                                               |
| 5月7日        | 38   | ヤマネコ、日本に2種類いるね         |                                                           |
| 6月4日        | 39   | 野菜の生まれ故郷はどこかな          | ★未来の家庭菜園セット                                     |
| 7月2日        | 40   | 世界一長いつり橋、日本にあるね      | ★虹のかけはし                                             |
| 8月           | 41   |                                     |                                                           |
| 9月           | 42   |                                     |                                                           |
| 10月          | 43   |                                     |                                                           |
| 11月          | 44   |                                     |                                                           |
| 12月3日       | 45   | 服装の流行、どう生まれるの?         | 着せかえカメラ からだねん土                               |
| 2018年 1月7日 | 46   | 温泉ではなぜお湯が出るの?           | ★温泉もぐら                                               |
| 2月4日        | 47   | 五輪のある平昌、どんなところ?       | ★オリンピッグ                                             |
| 3月4日        | 48   | チョコレート、いつ生まれた?         | ★チョコレー島                                             |
| 4月1日        | 49   | 七味唐辛子、スパイスいろいろ        | ★リペアペッパー                                           |
| 5月6日        | 50   | 「名古屋めし」の特徴ってなあに      | グルメテーブルかけ                                        |
| 6月3日        | 51   | 皇居、実は見どころいっぱい          | 動物生まれ変わりタマゴ タケコプター                       |
| 7月1日        | 52   | サッカーW杯、輝くトロフィー         | モグラ手ぶくろ                                            |
| 8月5日        | 53   | 夏の甲子園、100回大会だね           | タイムテレビ                                              |
| 9月2日        | 54   | 抹茶ってどう作られるのかな          | ★ハッピー急須                                             |
| 10月7日       | 55   | 遊園地に海外のお客、いっぱい        | 植物改造エキス                                            |
| 11月4日       | 56   | 日本文学、色んな種類があるね        | 能力カセット                                              |
| 12月2日       | 57   | 貴重な生物たくさん、奄美大島        | タイムマシン                                              |
| 2019年 1月6日 | 58   | 国会議員、どうやって選ぶの?         | ポータブル国会                                            |
| 2月3日        | 59   | 月への着陸、日本も挑戦するね        | コピーロボット どこでもドア                               |
| 3月3日        | 60   | バスケBリーグ、全国で熱戦           | エスパーぼうし                                            |
| 4月7日        | 61   | 警察官には九つの階級があるよ        | 警察犬つけ鼻                                              |
| 5月5日        | 62   | 内閣って何をする人たち?             | ★総理大臣バッジ                                           |
| 6月2日        | 63   | 現金を使わずに買い物できるね        | ★コバン犬                                                 |
| 7月7日        | 64   | 映画、初めは音なし白黒だった!       | ★願い事ビデオ                                             |
| 8月4日        | 65   | おやつは甘いもので決まり?           | ★おやつ変換ライト                                         |
| 9月1日        | 66   | たくさんの元素、どうできたの        | ★元素分解ボックス                                         |
| 10月6日       | 67   | しっかり睡眠、どうして大切?         | いねむりシール                                            |
| 11月3日       | 68   | もうすぐ完成、新国立競技場          | ★ミニチュアスタジアム スモールライト                      |
| 12月1日       | 69   | 1200年、移り変わる和歌の世界        | ★もはん筆                                                 |
| 2020年 1月5日 | 70   | SDGs、くらしとつながり              | ★ビョードースプレー                                       |
| 2月2日        | 71   | 日本の裁判、問題があるの?           | ★耳つねられ機                                             |
| 3月1日        | 72   | 恐竜、どんな生き物だったの?         | つづきスプレー                                            |
| 4月5日        | 73   | 東京湾、きれいにしたいね            | ★潮干狩りロープ                                           |
| 5月3日        | 74   | 東京の低い空に飛行機、なぜ?         | ★バードエアポート                                         |
| 6月7日        | 75   | 「時の記念日」ってどんな日?         | タイムマシン                                              |
| 7月5日        | 76   | パンダたち、休園中の生活は?         | ★客よせパンダライト                                       |
| 8月2日        | 77   | 形いろいろ、雲の正体は?             | ★もくもくドリンク                                         |
| 9月6日        | 78   | 自動運転の車、実用化が進むね        | ★四次元自動車                                             |
| 10月4日       | 79   | 相撲に似た国技、世界中に            | ★おきあがりウメボシ                                       |
| 11月1日       | 80   | お米を収穫前に売り買い?             | どこでもドア 手ばり ほんやくコンニャク                    |
| 12月6日       | 81   | 牛の鼻のシワ、1頭ごとに違うよ       | ★エスキモーモ どこでもドア                                |
| 2021年 1月3日 | 82   | メダカは冬、どうしてるの?           | ★メダカメダマ                                             |
| 2月7日        | 83   | 海のごみ、サーファーが大掃除        | どこでもドア ★スノーボード ★カメラボール                  |
| 3月7日        | 84   | 地上を走る「地下鉄」もある?         | ★ミニ地下鉄 スモールライト                                |
| 4月4日        | 85   | 鳥を操って魚を捕る漁って?           | ★爆釣りルアー「ウカイくん」                               |
| 5月2日        | 86   | 地図はどうやってつくるの?           | どこでもドア                                              |
| 6月6日        | 87   | 世界中に「目」のお守り、なぜ?       | ★平等お守り                                               |
| 7月4日        | 88   | 帽子、頭を守るだけじゃないね        | ★スイスイキャップ                                         |
| 8月1日        | 89   | 公衆電話の使い方知ってる?           | ★電話先取りチップ                                         |
| 9月5日        | 90   | ニワトリの「平飼い」って?           | ★コケコッ光線                                             |
| 10月3日       | 91   | 落語は能や歌舞伎とどう違う?         |                                                           |
| 11月7日       | 92   | ボードゲーム、昔から人気だよ        | 念力目薬                                                  |
| 12月5日       | 93   | 警察官の制服、いくつあるの?         | ★警察犬ロボ                                               |
| 2022年 1月3日 | 94   | わらじ・ぞうり・げた、なぜ生まれた? | お天気ボックス ★占いゲタ                                  |
| 2月6日        | 95   | マングース、どうやって捕獲?         | どこでもドア ★新種発見ルーペ                              |
| 3月6日        | 96   | 和菓子、どんな歴史があるの?         | ★和菓子製造器                                             |
| 4月3日        | 97   | リュウグウの砂、大発見あるかなぁ    | ★星タブレット                                             |
| 5月1日        | 98   | 愛知生まれの三英傑って?             | ★シャチホコの卵                                           |
| 6月5日        | 99   | 南極は、国境のない「みんなの財産」  | ★ペンギンスーツ                                           |
| 7月3日        | 100  | 「自由形」なのに、なぜクロール      | ★絶対安全カヌー                                           |
| 8月7日        | 101  | 人とロボットの関係、どうなる?       | コピーロボット                                            |
| 9月4日        | 102  | 5Gの高速通信、広がるね              | ★伝書バトビーム                                           |
| 10月2日       | 103  | ギター製作、なぜ松本で盛んなの      | ★ギターの先生                                             |
| 11月6日       | 104  | マツタケは昔から高級品なの?         | ★ハイパー消防車                                           |
| 12月4日       | 105  | 琵琶湖、日本一古い湖でもあるよ      | どこでもドア ほんやくコンニャク                           |
| 2023年 1月3日 | 106  | 「日和見」って元は何を見ていた?     | タイムマシン                                              |
| 2月5日        | 107  | 離島への配達、ドローンが活躍        | ★日本全国ちょこっとレート                                 |
| 3月5日        | 108  | 電気自動車、これから増えるの?       | ★元気オイル                                               |

#### 連載・掲載
- ぼく!ミニドラえもん（『月刊コロコロコミック』1998年5月号 - 1998年8月号連載・1999年5月号掲載、単行本未発売）萩原伸一名義
- ドラベース ドラえもん超野球外伝（『月刊コロコロコミック』2000年9月号 - 2011年10月号連載、全23巻）
- Fのひとこま（2004年 - 2005年、『藤子・F・不二雄ワンダーランド ぼく、ドラえもん』16号・18号・20号・22号・24号掲載）
- ひみつ道具のひみつ（2007年、『映画ドラえ本 のび太の新魔界大冒険 〜7人の魔法使い〜 公式ガイドブック』掲載）
- 新ドラベース（ドラベース第Ⅱ部）（『月刊コロコロコミック』2012年8月号 - 2014年10月号、全4巻）
- ドラベース ドラえもん超野球外伝 特別編 ジャイアンズVS江戸川ドラーズ（2014年、『ドラえもん&藤子・Ｆ・不二雄公式ファンブック Fライフ』3号掲載）
- ドラえもん のび太の南極カチコチ大冒険 ギャグ編（『月刊コロコロコミック』2016年12月号 - 2017年4月号掲載）
- ドラえもん物語〜藤子・F・不二雄先生の背中〜（『月刊コロコロコミック』2017年5月号 - 6月号連載、全1巻）
- ぼくと大長編ドラえもん（『コロコロアニキ』2020年夏号、掲載）
- 大長編ドラえもん
  - のび太のねじ巻き都市冒険記（『月刊コロコロコミック』1996年9月号 - 1997年3月号連載。11月号は休載）※萩原の名義記載はなし（アシスタントとしての作業のため「藤子・F・不二雄」名義作品となっている）。藤子・F・不二雄のチーフアシスタントとして連載第1回から大部分のペン入れを行う。連載第4回からは藤子・Fが遺したネーム等をもとに下描きから執筆。雑誌のみ連載第4回から「まんが制作 藤子プロ」と扉に記載。
  - のび太の南海大冒険（『月刊コロコロコミック』1997年10月号 - 1998年3月号連載）作画／萩原伸一（藤子プロ）名義
  - のび太の宇宙漂流記（『月刊コロコロコミック』1998年10月号 - 1999年3月号連載）作画／萩原伸一（藤子プロ）名義
  - のび太の太陽王伝説（『月刊コロコロコミック』1999年10月号 - 2000年3月号連載）作画／藤子プロ名義
  - のび太と奇跡の島 〜アニマル アドベンチャー〜（『月刊コロコロコミック』2011年11月号 - 2012年2月号連載）
  - のび太のひみつ道具博物館（『月刊コロコロコミック』2013年2月号 - 2013年4月号連載）
  - のび太の宇宙英雄記（『月刊コロコロコミック』2014年12月号 - 2015年5月号連載）
  - のび太の新恐竜（『月刊コロコロコミック』2019年10月号 - 2020年3月号連載）

#### 映画
- 映画ドラえもん
  - のび太のねじ巻き都市冒険記（1997年、原作まんが協力）萩原伸一名義
  - のび太の南海大冒険（1998年、原作作画）萩原伸一（藤子プロ）名義
  - のび太の宇宙漂流記（1999年、原作作画）萩原伸一（藤子プロ）名義
  - のび太の太陽王伝説（2000年、原作作画）藤子プロ名義
  - のび太の恐竜2006（2006年、おまけマンガ作画）
  - のび太と奇跡の島 〜アニマル アドベンチャー〜（2012年、企画・原案協力 / まんが）
  - のび太のひみつ道具博物館（2013年、企画・原案協力 / まんが）
  - STAND BY ME ドラえもん（2014年、3Dキャラクター監修[注 1]）
  - のび太の宇宙英雄記（2015年、企画・原案協力 / まんが）
  - のび太の月面探査記（2019年、企画協力）
  - のび太の新恐竜（2020年、まんが）
  - STAND BY ME ドラえもん 2（2020年、3Dキャラクター監修[注 2]）

#### その他
- とっても大好きドラえもん（2002年、絵（文 - 乙武洋匡））
- ザ・ドラえもんズ スペシャル 第12巻（2002年、スペシャルサンクス）
- ドラえもんのバイリンガルえほん（2005年、全2巻）
- ドラえもん はじめての英語辞典（2011年、イラスト）
- ドラえもん ABCえほん（2012年、絵）

### 連載・掲載（ドラえもん関連以外）
- 秋風の贈り物（『月刊コロコロコミック』1988年スーパー新年増刊号掲載）はぎわらしんいち名義
- 風の代打屋 落合くん（『月刊コロコロコミック』1989年春休み増刊号掲載）はぎわらしんいち名義
- ふたりの甲子園（『月刊コロコロコミック』1990年新年増刊号掲載）はぎわらしんいち名義
- 代打イチロくん（『月刊コロコロコミック』1996年6月号掲載）はぎわらしんいち名義
- ID球児 しんがくくん（『月刊コロコロコミック』1996年8月号掲載）はぎわらしんいち名義
- つるぜ!カメスケくん（『月刊コロコロイチバン!』2005年1号 - 2008年22号連載、全2巻）
- 野球の星 メットマン（『月刊コロコロコミック』2015年9月号 - 2018年9月号連載、全7巻）
- 釣りスピリッツ（『月刊コロコロコミック』2022年10月号（予告漫画[4]）、2022年11月号[5] - 2022年12月号（前後編[6]）、2023年1月号[7] - 2024年3月号[8]、全3巻）
- ワン! （『週刊コロコロコミック』2025年6月2日 - 連載中）

## 師匠
- 藤子・F・不二雄